# یواس‌اس دنیس (دی‌ئی-۴۰۵)
یواس‌اس دنیس (دی‌ئی-۴۰۵) (به انگلیسی: USS Dennis (DE-405)) یک کشتی بود که طول آن ۳۰۶ فوت (۹۳ متر) بود. این کشتی در سال ۱۹۴۳ ساخته شد.